# Pädagogische Hochschule Oberösterreich
Die Pädagogische Hochschule Oberösterreich (PH OÖ) ist eine von neun öffentlichen Lehrer-Bildungsinstitutionen in Österreich. Träger ist das Bundesministerium für Bildung, Wissenschaft und Forschung (BMBWF). Die PH OÖ hat ihren Sitz in der oberösterreichischen Hauptstadt Linz. Rektor der Hochschule ist Walter Vogel.
In die PH OÖ sind das „National Center of Competence e-Education“  sowie das „National Center of Competence für psychosoziale Gesundheitsförderung“ integriert.
Die PH OÖ ist mit rund 3.000 Studierenden und mit jährlich ca. 60.000 Teilnehmern an Fort-, Weiterbildungs- und Schulentwicklungsangeboten die größte pädagogische Hochschule in Westösterreich. Die PH OÖ kooperiert mit mehr als 50 Universitäten innerhalb und außerhalb Europas.

## Studium
Die Pädagogische Hochschule OÖ bietet Studiengänge zur Ausbildung von Lehrerkräften für Primarstufe, Sekundarstufe (in Kooperation mit acht weiteren Hochschulen in OÖ und Salzburg). Als eines von vier berufspädagogischen Zentren in Österreich, werden an der PH OÖ auch berufspädagogische Lehramtsstudiengänge geführt.
Im Zuge der Lehrer/innenbildung NEU wurde die Lehrer-Ausbildung in Österreich im Jahr 2015 reformiert. Anstatt der schulartenbezogenen Studiengänge ist die Ausbildung jetzt altersbezogen strukturiert. Dementsprechend gibt es statt einem Lehramt für Sonderschulen nun die Möglichkeit einer umfassenden Spezialisierung in Inklusiver Pädagogik in allen Studiengängen. Ein weiteres Ziel der Reformbestrebungen war, die bisher getrennten Ausbildungen von AHS- und Hauptschullehrern zusammenzulegen, die Ausbildung den Anforderungen an den Lehrberuf besser anzupassen und sicherzustellen, dass Lehrer durch Kooperationen zwischen Pädagogischen Hochschulen und Universitäten über eine gleichwertige Ausbildung verfügen. So bieten ab dem Wintersemester 2016/17 im  Kooperationsverbund Cluster Mitte zehn Hochschulen und Universitäten in Oberösterreich und Salzburg ein gemeinsames Sekundarstufenstudium an, das die Absolventen zum Unterricht an AHS, NMS, Polytechnische Schulen, Sonderschulen und BMHS (allgemeinbildende Fächer) befähigt.

### Studiengänge
- Studiengang für Elementarpädagogik: Dauer des Bachelorstudiums 6 Semester (180 ECTS)
- Lehramt für Primarstufe: Dauer des Bachelorstudiums 8 Semester (240 EC), Dauer des anschließenden (berufsbegleitenden) Masterstudiums 2 Semester (60 EC); Studienformen: Vollzeitstudium, Studium für Berufstätige;
- Lehramt für Sekundarstufe Allgemeinbildung: Dauer des Bachelorstudiums 8 Semester (240 EC), Dauer des anschließenden (verpflichtenden und berufsbegleitenden) Masterstudiums 4 Semester (120 EC); Studienformen: Vollzeitstudium
- Lehramt Sekundarstufe Berufspädagogik – Fachbereich Information und Kommunikation : Dauer des Bachelorstudiums 8 Semester(240 EC), Dauer des anschließenden (berufsbegleitenden) Masterstudiums 2 Semester (60 EC);
- Lehramt Sekundarstufe Berufspädagogik – Fachbereich Ernährung: Dauer des Bachelorstudiums 8 Semester(240 EC), Dauer des anschließenden (berufsbegleitenden) Masterstudiums 2 Semester (60 EC);
- Lehramt Sekundarstufe Berufspädagogik – Fachbereich Duale Ausbildung sowie Technik und Gewerbe: Dauer des Bachelorstudiums 8 Semester(240 EC), Dauer des anschließenden (berufsbegleitenden) Masterstudiums 2 Semester (60 EC);

### Fort- und Weiterbildung
Neben der Erstausbildung werden  Fortbildungsveranstaltungen, Schulentwicklungsprojekte sowie Lehrgänge und Masterstudien für Direktoren, Lehrer, Kindergartenpädagogen und weitere Zielgruppen aus pädagogischen Handlungsfeldern angeboten. Außerdem werden Tagungen und Projekte mit nationalen und internationalen Partnerorganisationen zur Unterrichts- und Bildungsforschung durchgeführt.